# Système éducatif au Royaume-Uni
Le système scolaire au Royaume-Uni se caractérise par des différences notables entre les différents pays du Royaume-Uni (Angleterre, Pays de Galles, Écosse, Irlande du Nord) et le fait que le système est semi privé.
Le sondage réalisé par le programme PISA en 2006 situe le système scolaire britannique nettement au-dessus de la moyenne OCDE.

## Enseignement primaire et secondaire
Au Royaume-Uni, il y a deux systèmes utilisés : en Angleterre, Irlande du Nord et au Pays de Galles il y a trois systèmes très similaires (le système britannique), mais en Écosse il y a un système très différent (le système écossais).
Dans tout le Royaume-Uni, le school leaving age (l'âge auquel on peut quitter l'école) est 16 ans. C'est-à-dire que jusqu'à la fin de l'année scolaire (la fin des vacances d'été en Angleterre et au Pays de Galles et le 1 juillet en Irlande du Nord) où un élève atteint l'âge de 16 ans, il doit aller à l'école. En Écosse, on peut quitter l'école après le 31 mai ou le commencement des vacances de Noël selon son anniversaire. En Angleterre, l'éducation est obligatoire jusqu'à l'âge de 18 ans, mais il ne faut pas forcément aller à l'école (par exemple, on peut faire un apprentissage).
L'instruction, à l'école (primary school) ou par un autre moyen (par exemple éducation à la maison) est réglementée à partir de l’âge de 5 ans. Dans le système britannique, le cursus se divise en cinq Key Stages :
- Foundation Stage
- Key Stage 1 (obligatoire ; à partir de l'âge de 5 ans)
- Key Stage 2
- Key Stage 3 (normalement à partir de l'âge de 11 ans)
- Key Stage 4 (aboutissant aux examens de GCSE)
- Sixth Form ou Key Stage 5 (aboutissant aux examens de A-level)

Normalement, l'année terminale de Foundation et les Key Stages 1 et 2 forment l'enseignement primaire et les Key Stages 3 et 4 forment l'enseignement secondaire. L'étape de la Sixth Form est parfois terminée dans une école sécondaire ou dans un collège Sixth Form. Pour l'enseignement secondaire, la grande majorité des écoles sont des comprehensive schools depuis la fin du système tripartite. Il existe également des écoles indépendantes (dont certaines, telle que Eton College, sont des public schools) et quelques grammar schools (anciennes écoles publiques) qui perdurent ;
Dans le système écossais, il y a un fonctionnement assez différent. De l'âge de 4/5 ans à l'âge de 11/12 ans, on va à l'école primaire et de l'âge de 11/12 ans à l'âge de 17/18 ans, on va à l'école secondaire (quoique les deux dernières années ne sont pas obligatoires).
Dans le système britannique, les Key Stages sont divisées au total dans 13 classes dites « year groups » (en Irlande du Nord, la numérotation est différente de celle de l'Angleterre). En Écosse, la numérotation des classes est différente pour les écoles primaires et secondaires.
| Âge au début de l'année scolaire | L'ancien système | Angleterre et Pays de Galles | Irlande du Nord | Écosse |
| -------------------------------- | ---------------- | ---------------------------- | --------------- | ------ |
| 4                                |                  | Reception                    | P1              | P1     |
| 5                                |                  | Year 1                       | P2              | P2     |
| 6                                |                  | Year 2                       | P3              | P3     |
| 7                                |                  | Year 3                       | P4              | P4     |
| 8                                |                  | Year 4                       | P5              | P5     |
| 9                                |                  | Year 5                       | P6              | P6     |
| 10                               |                  | Year 6                       | P7              | P7     |
| 11                               | First Form       | Year 7                       | Year 8          | S1     |
| 12                               | Second Form      | Year 8                       | Year 9          | S2     |
| 13                               | Third Form       | Year 9                       | Year 10         | S3     |
| 14                               | Fourth Form      | Year 10                      | Year 11         | S4     |
| 15                               | Fifth Form       | Year 11                      | Year 12         | S5     |
| 16                               | Lower Sixth      | Year 12                      | Year 13         | S6     |
| 17                               | Upper Sixth      | Year 13                      | Year 14         |        |

Après l'école primaire, on a le choix entre deux types d'établissement : grammar school (lycée) et comprehensive state (lycée général). Pour entrer dans une grammar school, il faut passer un examen appelé « 11+ ». Les Grammar schools étant pour les étudiants les plus doués, et les places étant limitées et assez chères, la grande majorité des enfants fréquente les state comprehensive.
Dans le système britannique, la majorité des élèves passe le General Certificate of Secondary Education (GCSE). 15 à 40 matières sont proposées en fonction de l'école, dont seulement cinq sont obligatoires (les maths, l'anglais et trois sciences : biologie, physique, chimie). Les écoles exigent en règle générale de leurs élèves qu'ils choisissent au minimum six matières, mais la plupart en demanderont entre neuf et douze.
On passe les examens pendant l’été de Year 11 (équivalent à la 2nde en France) après deux ans d’étude.
Après les GCSE, on a le choix entre quitter l’école ou continuer d'étudier pour les A-levels (semblables au baccalauréat). En général, les élèves sélectionnent 3 matières mais certains optent pour 4 et parfois, très rarement, 5.
En Écosse, les élèves passent les examens National 4/5, qui sont équivalents aux GCSE, et les Higher et Advanced Higher qui sont équivalents aux A-levels.
Le système scolaire britannique est assez semblable au système français. Néanmoins, il existe certaines différences comme le noms des classes.
Ensuite, les étudiants peuvent continuer vers la Higher education (17 ans en Écosse, 18 ans en Angleterre), avec l’entrée dans une université.

## Les classes
Les classes sont numérotées dans l'ordre croissant à partir de la première classe de primaire obligatoire, à l'âge de 5 ans. Le nombre précédé par le mot « year », qui signifie « année ».
Ainsi, la première classe de primaire se nomme « year 1 », la dernière classe de primaire « year 6 » Les GCSE (certificat de fin d'études secondaires) sont passés en « year 11 », et le A level en treizième année vers l'âge de 18 ans.

## Les examens
En Angleterre, les élèves passent leurs premiers examens en « year 2 » et « year 6 » : les SATs. Cependant, ces résultats n'affecteront pas leurs futures options à l'école: ce ne sont pas des qualifications.
En « year 6 », ils passent aussi leur « 11+ ». Ils utiliseront ces résultats pour essayer de rentrer dans le collège choisi.
Les élèves britanniques passent les General Certificate of Secondary Education (GCSEs) en « year 11 », à l'âge de 15/16 ans, à la fin de l'école secondaire.
Ensuite, le diplôme nécessaire pour poursuivre les études dans le supérieur est le « A-level ». Après les GCSEs, les élèves choisissent au moins 1 sujet qu'ils poursuivront jusqu'au « A-Level ». La majorité de la population choisit 3 à 4 « A-Levels ». Environ 1% d'entre elle en choisit 5 ou plus.

## Évaluations annuelles
Contrairement aux évaluations tout au long de l'année scolaire, le système anglais teste les élèves avec une semaine d'évaluations à la fin de chaque année.

## Enseignement privé
En parallèle de l'enseignement public subsiste l'enseignement privé, élitiste et réservé de par son coût élevé à la classe moyenne supérieure et supérieure, petite et grande bourgeoisie et à la noblesse britannique. Les élèves commencent par fréquenter une école préparatoire jusqu'à l'âge de treize ans, puis deviennent pensionnaires dans une public school jusqu'à 18 ans. Ces écoles bénéficient d'un statut et d'une renommée internationale, et l'éducation se monte à environ 30 000 livres sterling par an. Eton, surnommée « la nursery de l'élite », qui a accueilli de nombreux futurs premiers ministres, membres de la famille royale britannique et têtes couronnées étrangères, est probablement l'exemple le plus emblématique de ces écoles dites indépendantes, privées malgré leur nom de public school.
En envoyant leurs enfants dans des établissements privés, ils bénéficient d’une réduction d’impôts annuelle de 88 millions de livres sterling. En considérant l’origine sociale des élèves des écoles privées, les résultats qu’elles obtiennent ne sont pas meilleurs que ceux des écoles publiques. En revanche, l’historien David Kynaston souligne que ces établissements offrent « de formidables réseaux sociaux qui empêchent les enfants de bonne famille peu brillants, ou carrément fainéants, de sombrer ». Pour l'écrivain et journaliste Owen Jones, « les contribuables subventionnent directement des privilèges de classe et la ségrégation sociale ».

## Enseignement supérieur
| Doctorat (>3)     |
| Master (1 ou 2)   |
| Bachelor (3 ou 4) |
| Royaume-Uni       |

Au Royaume-Uni, le premier cycle menant au « baccalauréat » (baccalaureate ou bachelor's degree) dure de 3 à 4 ans selon les disciplines et les universités et la « maîtrise » (master's degree) s'obtient en une ou deux années de deuxième cycle. La préparation du doctorat peut parfois se faire directement après l'obtention du baccalaureate.
Notez que le Bachelor's degree n'a rien de commun avec le baccalauréat français, il s'agit en fait d'un diplôme niveau L3 (licence). Il existe des Bachelor of science (Bsc) et Bachelor of engineering (Beng).
Il existe aussi des HNC et HND correspondant à des diplômes bac+1, bac+2.

## Les «écoles libres»

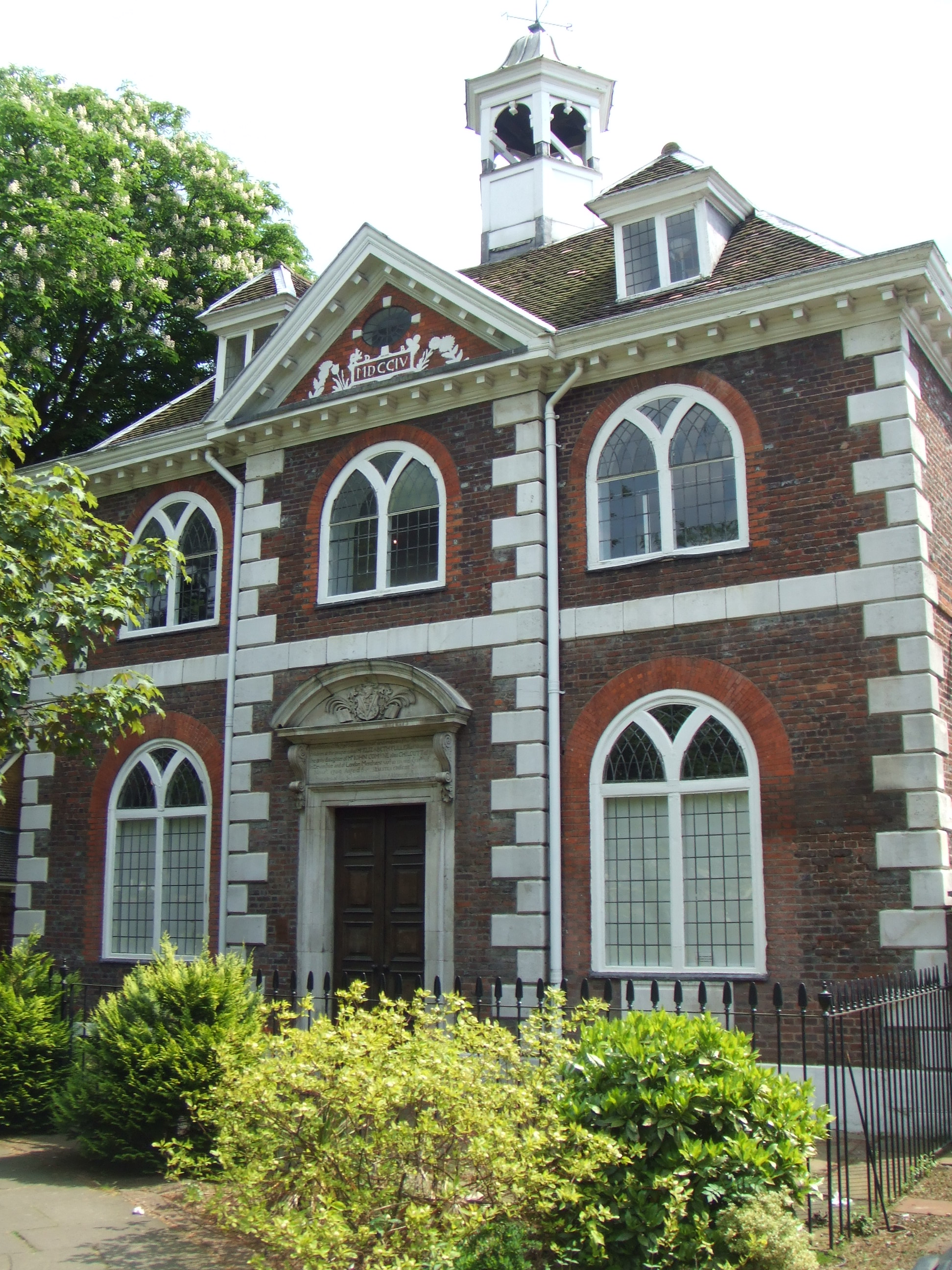
La free school de Watford, en banlieue londonienne

Les free schools ou écoles libres sont autorisées au Royaume-Uni depuis le « Academies Act » de 2010. Ces écoles spécifiques sont mises en place par différents groupes d'individus tels que des enseignants, des universités, des organismes de charité, des entreprises ou encore des parents. Celles-ci sont financées par le gouvernement britannique.
Les free schools ont été créées à l'origine dans le but de diversifier le système scolaire britannique. En effet, le gouvernement pense que donner la liberté aux parents et particuliers de créer leurs écoles avec leur propre pédagogie permettrait de mieux répondre aux attentes des communautés locales. Ainsi, ces écoles n'ont aucune obligation de suivre le programme scolaire imposé par le gouvernement. À la rentrée 2012, on dénombrait 55 écoles ayant obtenu le nouveau statut de free school sur 79 demandes. À cette date, plus de 10 % des écoles secondaires publiques étaient bénéficiaires de ce statut.
Afin de mettre en place une free school, il faut avoir fourni au préalable une analyse de rentabilité. Celle-ci doit comporter le détail du type d'éducation qui sera proposé par l'école (car la pédagogie diffère souvent du système traditionnel) ainsi que sa philosophie et ses principes.
Il existe différents types de free schools tels que les studio schools. Celles-ci se distinguent par des caractéristiques comme leur taille (environ 300 élèves) et des journées plus longues. Ce type d'école n'existe que dans le secondaire et applique le programme scolaire national mais se focalise sur la préparation des élèves au monde du travail en mettant l'accent sur des compétences telles que le travail d'équipe.